# Sangiovese
Le sangiovese (prononcé : [sandʒoˈveːze]) est le principal cépage rouge du chianti et d'une bonne partie de l'Italie centrale. Il est également présent en Californie, en Argentine et en Corse, où il est appelé niellucciu ou nielluccio. 
C'est le cépage le plus répandu en Italie (à peu près 10 % du vignoble). Il est appelé brunello en Toscane méridionale (DOCG Brunello di Montalcino, Vino Nobile di Montepulciano).
Son nom vient de sangue (« sang ») et Giove (« Jupiter ») et signifie donc « sang de Jupiter ».
Il donne des vins fruités ayant des arômes de réglisse, de fruits rouges et d’abricots, mais aussi d’épices et de violette., colorés et légèrement acides, qui accompagnent à merveille la cuisine italienne à base de tomate.
Implanté en Corse par les Pisans au XIIe siècle, il a donné leur renommée aux vins de Patrimonio, dont il représente l'essentiel de l'encépagement. Mais il est planté sur toute l’île, où sa surface avoisine les 1 600 hectares.

## Synonymes

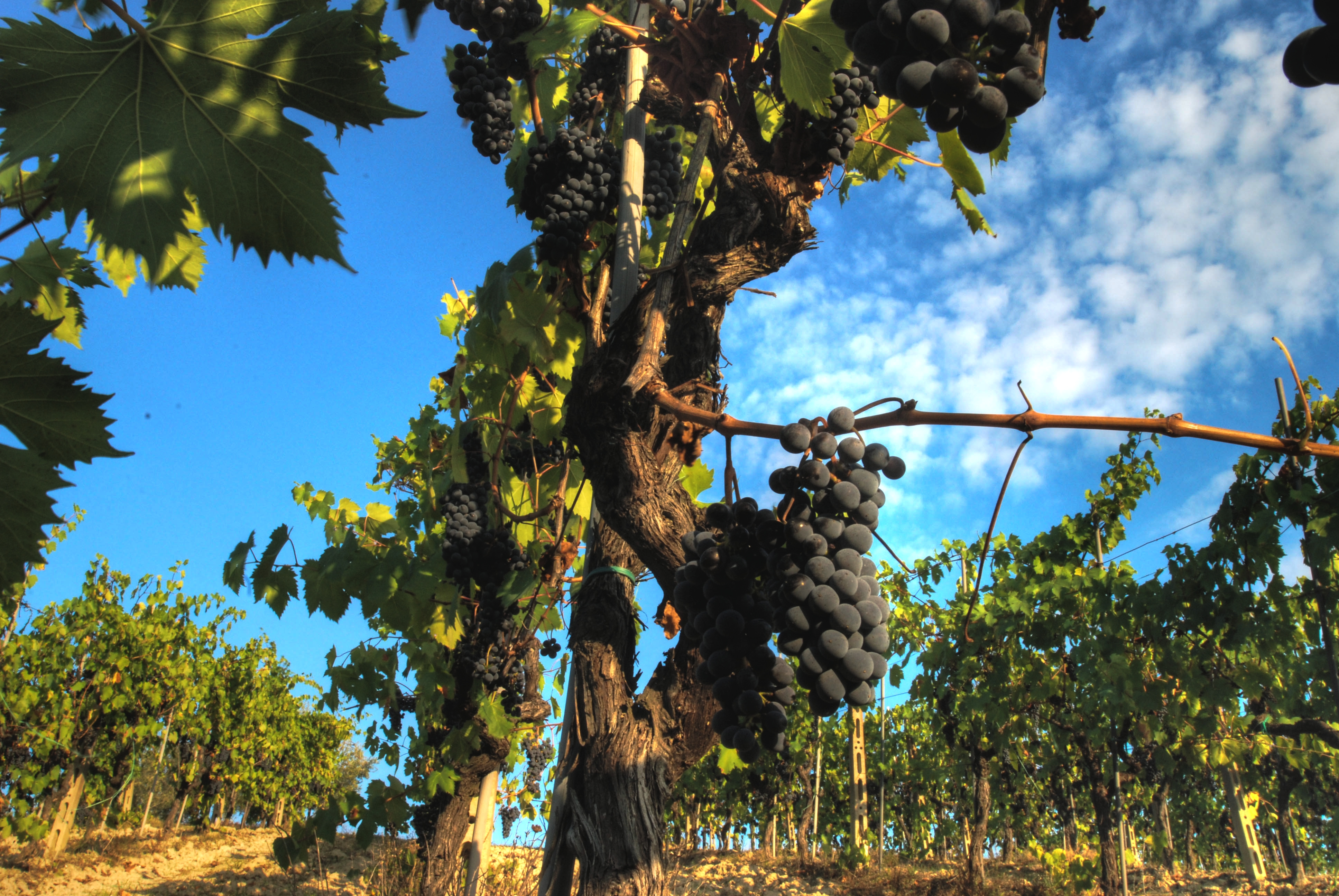
Grappe de sangiovese dans le vignoble de Chianti.

Brunello, Montepulciano, Morellino, Prugnolo gentile, Tuccanese, Uva Abruzzi (Italie).
Nieluccio, Nielluccio, Nielluciu (Corse).